# Corfe Castle (villaggio)

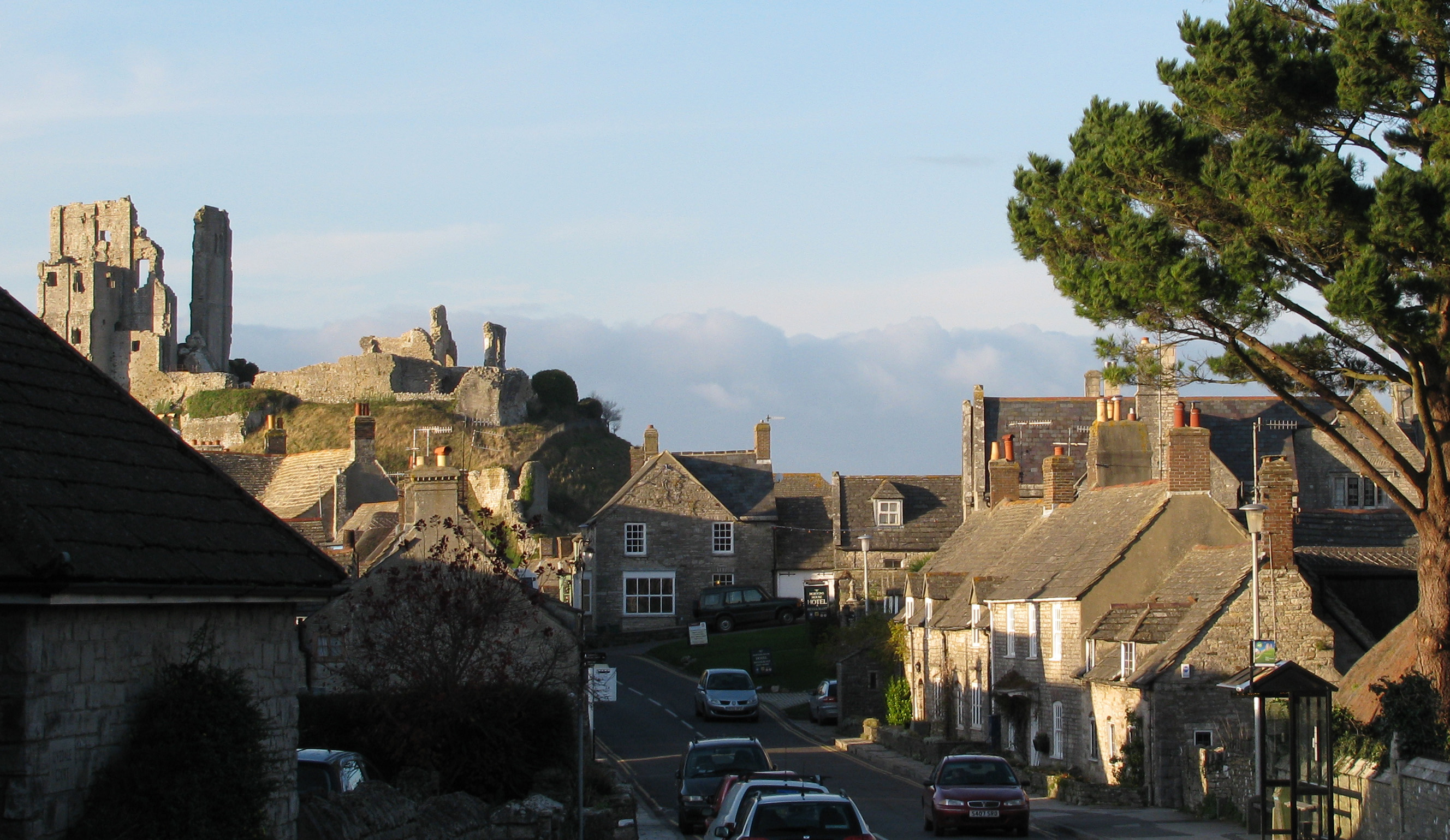
Il villaggio di Corfe Castle, nel Dorset

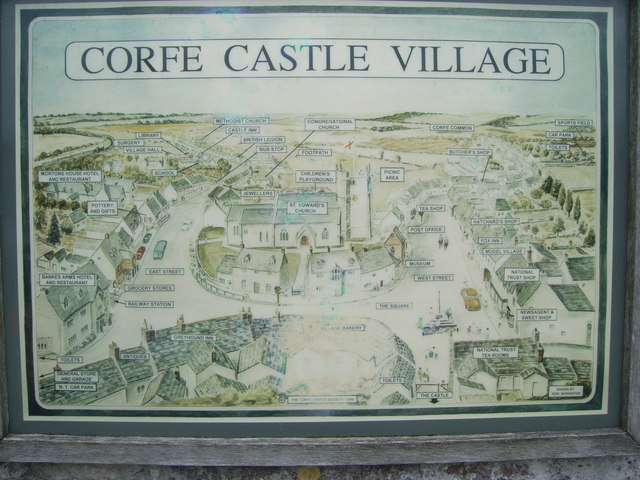
Mappa del villaggio di Corfe Castle

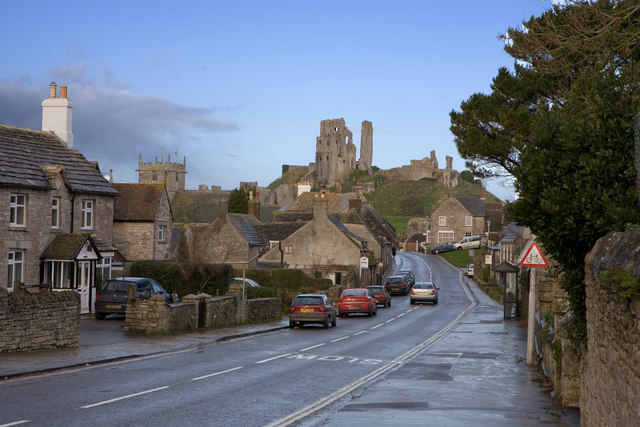
Corfe Castle in una giornata di pioggia

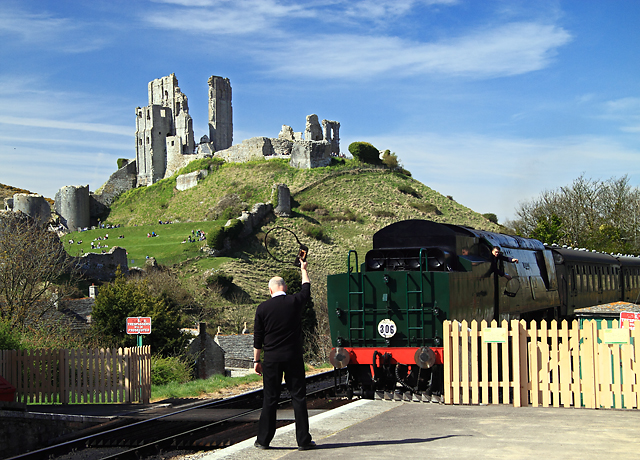
Corfe Castle: la stazione ferroviaria con, sullo, sfondo il castello

Corfe Castle, abbreviato talvolta in "Corfe" (da non confondere con il villaggio di Corfe nel Somerset), è un villaggio con status di parrocchia civile della contea inglese del Dorset (Inghilterra sud-occidentale), facente parte del distretto di Purbeck e situato ai piedi delle Purbeck Hills, nella penisola sulla Manica nota come Isola di Purbeck (Isle of Purbeck).
La località prende il nome dal castello omonimo, le cui rovine si stagliano su una collina del villaggio.

## Geografia fisica

### Collocazione
Il villaggio di Corfe Castle si trova nella parte centrale dell'isola di Purbeck (che a dispetto del nome è, come detto, una penisola), a sud di Wareham (da cui dista appena 7 km) e a nord-ovest dalla località balneare di Swanage (da cui dista circa 9 km) e di Durlston Head e a nord-est di St Aldhelm's Head. È inoltre situato a sud-ovest delle città di Poole (da cui dista circa 25 km), Bournemouth e Christchurch, a circa 55 km ad est di Weymouth e a circa 40 km a sud-est di Dorchester.

## Società

### Evoluzione demografica
Al censimento del 2001, la parrocchia civile di Corfe Castle contava una popolazione di 1.429 abitanti.

## Storia
Il nome del castello, "Corfe", deriva da una parola anglosassone che significa "breccia", "valico", "dislivello".
È il luogo, dove, il 18 marzo 978, fu ucciso il sovrano Edoardo il Martire.

## Edifici e luoghi d'interesse

### Il castello
L'edificio più noto di Corfe Castle è anche quello che dà il nome al villaggio, ovvero il castello omonimo, ora in rovina, situato in una collina delle Purbeck Hills: l'edificio attuale fu costruito nell'XI secolo, probabilmente in luogo di una fortezza sassone preesistente, e fu quasi completamente distrutto dai repubblicani nel 1646, nel corso della Guerra civile.
|  |  |

### IlCorfe Castle Model Village
Un'altra attrattiva turistica della cittadina è il Corfe Castle Model Village: aperto nel 1966, si tratta di una ricostruzione in miniatura di come doveva essere il villaggio prima del 1646, ovvero prima delle distruzioni ad opera delle truppe repubblicane guidate dal generale Oliver Cromwell.

## Corfe Castle in letteratura, nel cinema e nelle fiction
- Il villaggio di Corfe Castle ispirò la scrittrice Enid Blyton (1897-1968) per la creazione del luogo immaginario di Kirrin Island, dove sono ambientate le vicende dei racconti della serie The Famous Five (1942-1962), racconti da cui è stata tratta la serie televisiva del 1978 La banda dei cinque.[12]
- Nel 1971 il villaggio di Corfe Castle è stato uno dei siti dove sono state girate alcune delle scene del rinomato film Disney "Pomi d'ottone e manici di scopa".[17]